# Велозу, Антониу
Антониу Аугушту да Силва Велозу (порт. António Augusto da Silva Veloso; род. 31 января 1957, Сан-Жуан-да-Мадейра) — португальский футболист, который известен по игре за лиссабонскую «Бенфику». Он как защитник мог появляться на флангах, а иногда и в центре, проведя полтора десятилетия в столичном клубе, где был капитаном с 1988 по 1995 года.

## Клубная карьера
Велозу родился в Сан-Жуан-да-Мадейре и начал играть в футбол в клубе своего родного города «Санжуаненсе», а позже перешёл в «Бейра-Мар» ещё на два сезона. В сезоне 1980/1981 он подписал контракт с лиссабонской «Бенфикой» и стал игроком основного состава до завершения карьеры футболиста, помогая столичной команде завоевать семь национальных чемпионств и пять национальных Кубков.
В составе «Бенфики» Велозу также играл в финале Кубка УЕФА 1982/1983, где португальский клуб проиграл бельгийскому «Андерлехту» со счетом 1:2 по сумме двух матчей, и в финале Кубка европейских чемпионов 1987/1988, где он не реализовал послематчевый пенальти, который принёс победу ПСВ (Эйндховен).
Из-за дисквалификации Велозу не попал в команду, которая дошла до финала Кубка европейских чемпионов 1990 года, где проиграла итальянскому «Милану». Он завершил карьеру футболиста в возрасте 38 лет, проведя 15 сезонов в одном и том же клубе и сыграв 658 матчей, и впоследствии стал тренером.

## Карьера за сборную
За сборную Португалии Велозу дебютировал 18 ноября 1981 года в победном матче отборочного турнира на чемпионат мира 1982 против сборной Шотландии (2:1). Он играл на чемпионате Европы 1984 года во Франции, где национальная сборная дошла до полуфинала, и не попал в состав на чемпионат мира 1986 года в Мексике из-за допинг-теста, который, как позже выяснилось, был поддельным. Всего Велозу сыграл за сборную 40 матчей.

## Личная жизнь
Сын Велозу, Мигел, также является профессиональным футболистом. После скромного периода в юности в «Бенфике», он продолжил представлять соседний «Спортинг», а также национальную сборную.

## Достижения

### «Бенфика»
- Чемпион Португалии: 1980/81, 1982/83, 1983/84, 1986/87, 1988/89, 1990/91, 1993/94[15]
- Обладатель Кубка Португалии: 1980/81, 1982/83, 1984/85, 1985/86, 1986/87, 1992/93[16]
- Обладатель Суперкубка Португалии: 1980, 1985, 1989[16]